# 劉啓瑞
劉啓瑞（?—1961年），江蘇省寶應縣人，清朝政治人物、進士出身。
光緒三十年，會試第52名；殿試登進士二甲第5名，后授以內閣中書。
有子刘文兴，兰州大学中文系教授。